# Avril 1955

## Évènements
- L’Inde abandonne à la Chine le contrôle du réseau téléphonique, télégraphique et postal du Tibet.
- Syrie : le colonel Adnan al-Malki est assassiné par un militant du PPS. Une violente répression s’abat sur ce parti, dont les chefs sont condamnés à mort par contumace. Il disparaît de la vie politique.

- 2 avril :
  - France : loi sur l'état de siège en Algérie.
  - Un accord de coopération est signé entre la Turquie et le Pakistan.
- 3 avril : Buck Baker remporte la course Wilkes County 160 en NASCAR Grand National.
- 4 avril : le vol N37512 UA s'écrase peu après son décollage de l'aéroport Mac Arthur de Long Island, situé à Ronkonkoma, dans la ville d'Islip, État de New York, aux États-Unis. Les trois personnes présentes à bord périssent dans l'accident.
- 5 avril : Sir Winston Churchill (80 ans), premier ministre britannique, démissionne pour cause de maladie - Sir Anthony Eden secrétaire au Foreign Office, lui succède (fin en 1957).
- 15 avril : ouverture du premier restaurant « McDonald's » à Des Plaines dans l'Illinois, créé par l'Américain Ray Kroc.
- 17 - 24 avril : conférence de Bandung. Elle regroupe les représentants de 28 pays d’Asie et d’Afrique. ). Seuls les cinq États souverains africains y participent (Égypte, Éthiopie, Liberia, Libye, Soudan) avec les délégations du FLN algérien et du CPP au pouvoir en Gold Coast. Le colonialisme sous toutes ses formes y est condamné. L’Inde devient avec Nehru et sa politique de non-alignement un des leaders du Tiers monde.
- 18 avril : à la conférence afro-asiatique de Bandung, Nasser se présente comme le véritable leader du monde arabe. Il adhère au neutralisme et affirme vouloir prendre ce qu’il y a de meilleur dans le capitalisme et le socialisme sans dépendre d’un des deux systèmes. Pour contrebalancer le pacte de Bagdad, il se rapproche de l’Union soviétique, qui lui propose des livraisons d’armes. Nasser refuse d’abord et se tourne vers les Occidentaux. Le Royaume-Uni n’accepte que si l’Égypte adhère au pacte de Bagdad. Les États-Unis donnent la priorité à l’armement de l’Irak. La France refuse en raison du soutien de Nasser aux indépendantistes d’Afrique du Nord. Finalement, l’Égypte signe un accord secret d’armement avec l’URSS par la Tchécoslovaquie (septembre), annoncé publiquement le 27 septembre.
- 24 avril : communiqué final de la conférence afro-asiatique de Bandoeng[1].

## Naissances
- 2 avril : Steve Sumner, footballeur néo-zélandais († 8 février 2017).
- 4 avril : 
  - Armin Rohde, acteur allemand.
  - Simplice Sarandji, homme d'État centrafricain.
  - Zoé Chatzidakis, mathématicienne française († 22 janvier 2025).
- 5 avril : 
  - Charlotte de Turckheim, actrice, réalisatrice et humoriste française.
  - Lazarus Chakwera, pasteur évangéliste et homme politique Malawite.
  - Akira Toriyama, dessinateur japonais († 1er mars 2024).
- 6 avril : 
  - Cathy Jones, actrice et productrice.
  - Michael Rooker, acteur américain.
- 9 avril : 
  - Yamina Benguigui, réalisatrice et scénariste française.
  - Oldemiro Balói, homme politique mozambicain († 13 avril 2021).
- 11 avril :
  - Michel de Lamotte, homme politique belge de langue française.
  - Micheal Ray Richardson, joueur américain naturalisé italien de basket-ball, devenu entraîneur.
  - Piers Sellers, astronaute américain.
- 12 avril : Jean-Louis Aubert, chanteur français.
- 16 avril : Grand-duc Henri de Luxembourg.
- 17 avril : 
  - Chantal Bertouille, femme politique belge de langue française.
  - David Lowe Scientifique et acteur britannique
- 20 avril :
  - Donald Pettit, astronaute américaine.
  - Svante Pääbo, biologiste, paléogénéticien suédois.
- 21 avril : Tuheitia Paki,	Monarque néo-zélandais et Roi des Maoris de Nouvelle-Zélande († 29 août 2024).
- 25 avril : Jane Stewart, politicienne.
- 28 avril : 
  - Bertrand Renard, animateur de télévision et écrivain français.
  - Saeb Erekat, diplomate palestinien († 10 novembre 2020).
- 29 avril : Leslie Jordan, acteur américain († 24 octobre 2022).
- 30 avril : Nicolas Hulot, politicien (et homme de télévision) français.

## Décès
- 1er avril : Boris Mirkine-Guetzevitch, 63 ans, juriste russe, professeur de droit constitutionnel (° 1er janvier 1892).
- 4 avril : Paul Crokaert, homme politique belge (° 1er décembre 1875).
- 5 avril : Louis Charles Breguet (° 1880), avionneur français.
- 10 avril : Pierre Teilhard de Chardin (° 1881), théologien chercheur et philosophe français.
- 18 avril : Albert Einstein, physicien allemand, puis apatride, suisse, suisse-allemand et enfin américain.
- 24 avril : Walter Allward, sculpteur.
- 25 avril : José Moreno Villa,  archiviste, bibliothécaire, poète, écrivain, journaliste, critique, historien de l'art, documentaliste, dessinateur et peintre espagnol (° 16 février 1887).
- 26 avril : Lyman Poore Duff, juge de la Cour suprême du Canada.